# Serby (Basse-Silésie)
Pour l’article homonyme, voir Serby.
Serby est une localité polonaise de la gmina et du powiat de Głogów en voïvodie de Basse-Silésie.